# Naranjal (México)
Naranjal es una localidad del estado mexicano de Veracruz. Es cabecera del municipio de Naranjal.

## Demografía
| Censo | Población |
| ----- | --------- |
| 1900  | 630       |
| 1910  | 847       |
| 1921  | 941       |
| 1930  | 1 209     |
| 1940  | 937       |
| 1950  | 1 017     |
| 1960  | 1 198     |
| 1970  | 1 298     |
| 1980  | 1 836     |
| 1990  | 1 842     |
| 1995  | 1 795     |
| 2000  | 1 974     |
| 2005  | 2 133     |
| 2010  | 2 261     |
| 2020  | 2 328     |